# رزماری دکامپ
رزماری دکامپ (انگلیسی: Rosemary DeCamp؛ ۱۴ نوامبر ۱۹۱۰ – ۲۰ فوریهٔ ۲۰۰۱) هنرپیشه اهل ایالات متحده آمریکا بود.
از فیلم‌ها یا برنامه‌های تلویزیونی که وی در آن نقش داشته می‌توان به جلوی سحر را بگیرید و خون بر خورشید اشاره کرد.